# Латифиева отровница
Латифиевата отровница (Montivipera latifii) е вид змия от семейство Отровници (Viperidae). Видът е застрашен от изчезване.

## Разпространение и местообитание
Разпространен е в Иран.

## Описание
Възрастните мъжки екземпляри имат максимална обща дължина (включително с опашката) около 78 cm, а женските – 70 cm.